# Кантон (Мисури)
Кантон (енгл. Canton) град је у америчкој савезној држави Мисури.

## Демографија
По попису из 2010. године број становника је 2.377, што је 180 (-7,0%) становника мање него 2000. године.
| Група             | 2000.         | 2010.         |
| Белци             | 2.423 (94,8%) | 2.160 (90,9%) |
| Афроамериканци    | 54 (2,1%)     | 126 (5,3%)    |
| Азијати           | 21 (0,8%)     | 11 (0,5%)     |
| Хиспаноамериканци | 23 (0,9%)     | 42 (1,8%)     |
| Укупно            | 2.557         | 2.377         |